# Csongrádi malom
A csongrádi malom Csongrádon található a Széchényi út 2. szám alatt. 

## Története
Az épület mindössze öt hónap alatt, 1885 augusztusára készült el, kezdetben a Keresztény Gőzmalom Rt. nevet viselte, egészen az 1949. augusztus 26-án történt államosításig. 1949. július 28-ától már az orosházi Tóth Gőzmalom Rt. egységeként, később a Tóth Gőzmalom Nemzeti Vállalat csongrádi telephelyeként működött a malom. Létesítésének ötlete az 1884. évi országgyűlési képviselő-választások idején merült fel, egy részvénytársasági alapon működő gőzmalmot szerettek volna létrehozni. A megvalósult üzem egy két és fél emeletes vakolatlan téglaépület, amelyhez egy egyemeletes szárny is tartozik, épülete ipari műemléki védettséget élvez. Kezdetben lisztneműek őrlésével foglalkoztak, de később egy fűrészüzemmel is kiegészült, amelyben fafeldolgozás és tűzifa-kereskedelem folyt.
1916. augusztus 2-án tűzvész pusztított az épületben, ám a károkat egy év múlva helyreállították. A felújítás utáni faszerkezet kanadai vörösfenyőből készült, a németországi Drezdából hozatták a Seck-féle hengerszékeket. A malmot eredetileg gőzhajtású, rázószitás rendszerrel szerelték fel, ún. félmagas technológiával őrlik benne napjainkban is a gabonát, vagyis az őrlés több fázisban, több géppel történik. 
A gőzhajtást 1957-ben villamos meghajtásra cserélték, amely dörzsszíjas erőátviteli technikával működik. A gőzgép és a kazán még megtalálhatóak, azonban csak tartalékul szolgálnak, nem üzemelnek. A darálás után a fokozatosan finomabb szemcséjűvé váló töret 11 pár őrlőhengeren áthaladva jut el a szitálásig, ahol szétválasztják a lisztet és a korpát. 1967-ben a szentesi üzemhez csatolták, a tulajdonjog a Szentesi Erőtakarmánygyárhoz került. 
Az üzem privatizációja az 1990-es években zajlott, a Csongrád megyei malmok közül 1993. szeptember 15-én elsőként került magántulajdonba. A 2010-es években elsősorban kenyérlisztet (BL-80), süteménylisztet (BL-55), valamint kisebb mennyiségben réteslisztet és asztalidarát is őröltek. Ezen felül elenyésző mennyiségben teljes kiőrlésű és Graham-lisztet is előállítottak. Az itt készített lisztet javarészt a Csongrádi Kenyérgyár használja fel kenyérsütésre. A csongrádi malom Magyarország utolsó olyan üzeme, ahol hagyományos technológiával folyik az őrlés.